# Colossendeis gibbosa
Colossendeis gibbosa är en havsspindelart som beskrevs av Möbius, K. 1902. Colossendeis gibbosa ingår i släktet Colossendeis och familjen Colossendeidae. Inga underarter finns listade i Catalogue of Life.